# Internazionali d'Italia 2014
Gli Internazionali d'Italia 2014 sono un torneo di tennis giocato su campi in terra rossa. Si tratta della 71ª edizione degli Internazionali d'Italia, classificati come ATP Tour Masters 1000 nell'ambito dell'ATP World Tour 2014 e come WTA Premier nel WTA Tour 2014. Tutti gli incontri si giocano al Foro Italico, a Roma, in Italia, dal 12 al 18 maggio 2014.

## Partecipanti ATP

### Singolare

#### Teste di serie
| Nazionalità | Giocatore          | Ranking* | Testa di serie |
| ----------- | ------------------ | -------- | -------------- |
| Spagna      | Rafael Nadal       | 1        | 1              |
| Serbia      | Novak Đoković      | 2        | 2              |
| Svizzera    | Stan Wawrinka      | 3        | 3              |
| Svizzera    | Roger Federer      | 4        | 4              |
| Spagna      | David Ferrer       | 5        | 5              |
| Rep. Ceca   | Tomáš Berdych      | 6        | 6              |
| Regno Unito | Andy Murray        | 8        | 7              |
| Canada      | Milos Raonic       | 9        | 8              |
| Stati Uniti | John Isner         | 10       | 9              |
| Giappone    | Kei Nishikori      | 12       | 10             |
| Francia     | Jo-Wilfried Tsonga | 13       | 11             |
| Bulgaria    | Grigor Dimitrov    | 14       | 12             |
| Italia      | Fabio Fognini      | 15       | 13             |
| Russia      | Michail Južnyj     | 16       | 14             |
| Germania    | Tommy Haas         | 17       | 15             |
| Spagna      | Tommy Robredo      | 18       | 16             |

- Classifica al 5 maggio 2014

#### Altri partecipanti
I seguenti giocatori hanno ricevuto una wild card per il tabellone principale:
- Simone Bolelli
- Marco Cecchinato
- Paolo Lorenzi
- Filippo Volandri

I seguenti giocatori sono passati dalle qualificazioni:

- Santiago Giraldo
- Stéphane Robert
- Stefano Travaglia
- Andrej Golubev
- Pablo Carreño Busta
- Alejandro González
- Pere Riba Madrid

Il seguente giocatore è entrato in tabellone come Lucky Loser:
- Alejandro Falla

### Doppio

#### Teste di serie
| Paese       | Giocatore      | Paese       | Giocatore              | Classifica1 | Testa di serie |
| ----------- | -------------- | ----------- | ---------------------- | ----------- | -------------- |
| Stati Uniti | Bob Bryan      | Stati Uniti | Mike Bryan             | 2           | 1              |
| Austria     | Alexander Peya | Brasile     | Bruno Soares           | 6           | 2              |
| Croazia     | Ivan Dodig     | Brasile     | Marcelo Melo           | 11          | 3              |
| Spagna      | David Marrero  | Spagna      | Fernando Verdasco      | 19          | 4              |
| Francia     | Nicolas Mahut  | Francia     | Édouard Roger-Vasselin | 25          | 5              |
| Canada      | Daniel Nestor  | Serbia      | Nenad Zimonjić         | 29          | 6              |
| Polonia     | Łukasz Kubot   | Svezia      | Robert Lindstedt       | 34          | 7              |
| India       | Rohan Bopanna  | Pakistan    | Aisam-ul-Haq Qureshi   | 41          | 8              |

- Classifica del 5 maggio 2014.

#### Altri partecipanti
Le seguenti coppie hanno ricevuto una wild card per il tabellone principale:
- Daniele Bracciali /  Potito Starace
- Marco Cecchinato /  Andreas Seppi

## Partecipanti WTA

### Singolare

#### Teste di serie
| Nazionalità | Giocatrice           | Ranking* | Testa di serie |
| ----------- | -------------------- | -------- | -------------- |
| Stati Uniti | Serena Williams      | 1        | 1              |
| Cina        | Na Li                | 2        | 2              |
| Polonia     | Agnieszka Radwańska  | 3        | 3              |
| Romania     | Simona Halep         | 5        | 4              |
| Rep. Ceca   | Petra Kvitová        | 6        | 5              |
| Serbia      | Jelena Janković      | 7        | 6              |
| Germania    | Angelique Kerber     | 8        | 7              |
| Russia      | Marija Šarapova      | 9        | 8              |
| Slovacchia  | Dominika Cibulková   | 10       | 9              |
| Italia      | Sara Errani          | 11       | 10             |
| Serbia      | Ana Ivanović         | 12       | 11             |
| Italia      | Flavia Pennetta      | 13       | 12             |
| Spagna      | Carla Suárez Navarro | 14       | 13             |
| Danimarca   | Caroline Wozniacki   | 15       | 14             |
| Germania    | Sabine Lisicki       | 16       | 15             |
| Stati Uniti | Sloane Stephens      | 17       | 16             |

- Ranking al 5 maggio 2014

#### Altre partecipanti
Le seguenti giocatrici hanno ricevuto una wild card per il tabellone principale:
- Karin Knapp
- Camila Giorgi
- Nastassja Burnett

Le seguenti giocatrici sono passate dalle qualificazioni:

- Mona Barthel
- Petra Cetkovská
- Casey Dellacqua
- Christina McHale
- Lauren Davis
- Belinda Bencic
- Chanelle Scheepers
- Mónica Puig

La seguente giocatrice è entrata in tabellone come lucky loser:
- Paula Ormaechea

### Doppio

#### Teste di serie
| Paese         | Giocatrice         | Paese       | Giocatrice           | Classifica | Testa di serie |
| ------------- | ------------------ | ----------- | -------------------- | ---------- | -------------- |
| Taipei cinese | Hsieh Su-wei       | Cina        | Peng Shuai           | 3          | 1              |
| Italia        | Sara Errani        | Italia      | Roberta Vinci        | 6          | 2              |
| Russia        | Ekaterina Makarova | Russia      | Elena Vesnina        | 11         | 3              |
| Rep. Ceca     | Květa Peschke      | Slovenia    | Katarina Srebotnik   | 17         | 4              |
| Zimbabwe      | Cara Black         | India       | Sania Mirza          | 17         | 5              |
| Stati Uniti   | Raquel Kops-Jones  | Stati Uniti | Abigail Spears       | 30         | 6              |
| Russia        | Alla Kudrjavceva   | Australia   | Anastasija Rodionova | 38         | 7              |
| Germania      | Julia Görges       | Germania    | Anna-Lena Grönefeld  | 43         | 8              |

- Ranking al 5 maggio 2014.

#### Altre partecipanti
Le seguenti coppie hanno ricevuto una wild card per il tabellone principale:
- Gioia Barbieri /  Nastassja Burnett
- Camila Giorgi /  Karin Knapp
- Jelena Janković /  Alisa Klejbanova

## Campioni

### Singolare maschile
Novak Đoković ha sconfitto in finale  Rafael Nadal con il punteggio di 4-6, 6-3, 6-3.
- È il terzo titolo stagionale per il tennista serbo, il quarantaduesimo in carriera e il terzo Masters 1000 dell'anno.

### Singolare femminile
Serena Williams ha battuto in finale  Sara Errani con il punteggio di 6-3, 6-0.
- È il terzo titolo stagionale per la tennista americana, il sessantesimo in carriera.

### Doppio maschile
Daniel Nestor /  Nenad Zimonjić hanno sconfitto in finale  Robin Haase /  Feliciano López per 6–4, 7–6(2).

### Doppio femminile
Květa Peschke /  Katarina Srebotnik hanno superato in finale  Sara Errani /  Roberta Vinci che si sono ritirate sul punteggio di 4-0.

## Punti e premi in denaro

### Distribuzione dei punti
| Evento              | Vittoria | Finale | Semifinale | Quarti di finale | Terzo turno | Secondo turno | Primo turno | Qualificato | Turno decisivo qualificazioni | Primo turno qualificazioni |
| Singolare maschile  | 1000     | 600    | 360        | 180              | 90          | 45            | 10          | 25          | 16                            | 0                          |
| Doppio maschile     | 1000     | 600    | 360        | 180              | 90          | 0             | N.D.        | N.D.        | N.D.                          | N.D.                       |
| Singolare femminile | 900      | 585    | 350        | 190              | 105         | 60            | 1           | 30          | 20                            | 1                          |
| Doppio femminile    | 900      | 585    | 350        | 190              | 105         | 1             | N.D.        | N.D.        | N.D.                          | N.D.                       |

### Premi in denaro
| Risultato                     | Singolare maschile | Doppio maschile | Singolare femminile | Doppio femminile |
| ----------------------------- | ------------------ | --------------- | ------------------- | ---------------- |
| Vincitore                     | €434,000           | €166,500        | €350,000            | €100,000         |
| Finalista                     | €203,000           | €69,000         | €175,000            | €50,000          |
| Semifinali                    | €103,450           | €30,000         | €87,500             | €25,000          |
| Quarti di finale              | €53,000            | €13,750         | €40,000             | €12,500          |
| Terzo turno                   | €27,500            | €6,400          | €20,000             | €6,250           |
| Secondo turno                 | €14,500            | €3,300          | €10,275             | €3,170           |
| Primo turno                   | €7,650             | –               | €5,400              | –                |
| Turno decisivo qualificazioni | €1,800             | –               | €2,900              | –                |
| Primo turno qualificazioni    | €900               | –               | €1,500              | –                |